# Sabor de amor
«Sabor de amor» es una canción del grupo musical español Danza Invisible, incluida en su álbum de estudio A tu alcance.

## Descripción
Se trata del segundo sencillo que se publicó del álbum, contando en su cara B con el tema Mi ciudad es una chica de ahora. Se trata de, probablemente, el tema más emblemático de la banda, hasta el extremo de que en algún momento el vocalista, Javier Ojeda llegó a renegar de la canción por estar su imagen permanentemente asociada a la misma.
Se ha definido como balada,  con influencias se han encontrado tanto en el pop comercial como en el rock e incluso el blues. El autor posteriormente revelaría el contenido oculto de la letra, que hacía referencia a un cunnilingus.

## Versiones
Entre las versiones del tema, cabe mencionar la realizada por Víctor Estévez Polo y Jesús de Manuel, concursantes en la cuarta edición del talent show Operación Triunfo, emitido el 14 de julio de 2005 y por la cantante Roko, en el capítulo 3 de la serie de televisión Vive cantando, emitido en septiembre de 2013. Además, está incluido en el repertorio del musical Escuela de calor (2013).